# Nagyszeben–Szentágota–Segesvár kisvasút
A Nagyszeben–Szentágota–Segesvár kisvasút keskeny nyomtávú vasútvonal Romániában, amely a Hortobágy-fennsíkot szeli át Szeben megyében, összekötve Nagyszebent és Szentágotát. 1965-ig a vonal Szentágotától Segesvárig haladt, összekötve a Hortobágy-fennsíkot a Küküllőmenti-dombvidékkel, de ezt a szakaszt megszüntették, hogy helyet csináljanak egy új közútnak. A vasútvonal műemlékként van nyilvántartva, a Szeben megyei szakasz (Nagyszeben–Hégen) SB-II-a-B-20923 LMI-kóddal, a Maros megyei szakasz (Hégen–Segesvár) MS-II-a-B-20924 kóddal.

## Elnevezései
Román nyelven a kisvasutakat gyakran mocănița ('mokányka') névvel illetik.
Erdélyi szász nyelvjárásban a vonalon közlekedő vonat neve Wusch. Eginald Schlattner regényeiben többször is szerepel ezen a néven. További szász elnevezései Wicka vagy Kaffeemühle ('kávédaráló'), ez utóbbi azonban német nyelvterületen általánosan is használatos a kisvasutakra. 
A Harbachtalbahn ('Hortobágy-völgyi vasút') nevet korábban nem használták a régióban, első ízben 2002-ben merült fel a tervezett újraindítás kapcsán.
A helyi erdő- és földbirtokosok által szorgalmazott vurpódi szárnyvonalat nevezték Jägerstrecke-nek ('vadászvonal') is.

## Útvonala
Nagyszeben és Segesvár között a vonal egy hosszú szakaszon át a Hortobágy völgyében  halad, a Hortobágy Móh melletti torkolatától kezdve egészen Hégenig. Innentől kezdve a Segesd völgyében folytatódik, majd Segesvárnál a Nagy-Küküllő völgyében ér véget.
Nagyszebentől délre a kisvasút vonatai 2001-ig szakaszosan a Nagyszeben–Felek háromsínes vonalat használták. 
Szentágotán és Segesváron korábban több szakasz is a településen keresztül vezetett, ahol a kisvasút a közutakon haladt.
A kilométerek számozása Segesvártól indul.

## Története
Az első szakaszt Segesvár és Szentágota között a Segesvár–Szentágotai Vasút (S.Sz.V.) társaság építette. Az építkezés 1895 végén kezdődött, a kedvezőtlen időjárási körülmények azonban folyamatosan akadályozták a munkát. A vonal teljes hossza 1898-ban készült el; az ünnepélyes megnyitásra 1898. november 16-án került sor, de a teherforgalom már korábban elkezdődött. A rendszeres személyforgalom egy nappal később, 1898. november 17-én indult. Kezdetben a vonalon a Bécsújhelyi Mozdonygyár által gyártott három mozdony (S.Sz.V. 1–3, utóbb 388 001 – 003) állt rendelkezésre. Szentágota első vasútállomását a város északkeleti szélén építették fel, de egy vágányt lefektettek a piactérig, hogy a segesvári vonatok egészen a város közepéig be tudjanak menni.
1908-ig az S.Sz.V. üzemeltette a vonalat, majd a Magyar Államvasutak vette át. Ebben az időszakban kezdődött a vonal további kiépítése Nagyszeben felé.
A bizottsági bejárásra és az első utazásra a 61 kilométeres szakaszon a szentágotai piactér és Nagyszeben között 1910. szeptember 26-án került sor. A rendszeres közlekedés egy nappal az ünnepség után kezdődött. Egyidejűleg beüzemelték a 13 kilométer hosszú elágazást is Hortobágyfalva és Vurpód között.
A trianoni békeszerződés után az üzemeltetést a román államvasutak (C. F. R.) vette át. 1948-ban a kommunista hatalom átvétel után államosították az infrastruktúrát.
1965-ben a C. F. R. üzemen kívül helyezte Segesvár–Szentágota szakaszon. Nem tisztázott, hogy pontosan mikor közlekedett az utolsó személyvonat. Több forrás szerint a személyforgalmat már 1964 őszén leállították. A román menetrendben utoljára 1963/1964-ben szerepelt a szakasz. 1969-ben Szentágota szélén új vasútállomás épült a nagyszebeni vonatok számára. A szentágotai városi szakasz utoljára 1969. április 10-én üzemelt.
1993-ban a vurpódi szakaszon is megszűnt a menetrend szerinti közlekedés. Az 1990-es évek végén a Nagyszeben és Szentágota közötti szakaszon már csak egy vonatpár közlekedett naponta. Miután 1998 nyarán megszűnt a teherforgalom, a személyszállítás még folytatódott. Az utolsó üzemképes mozdony kiesésével 2001. szeptemberben az utolsó megmaradt menetrend szerinti forgalom is megszűnt.
A Segesvár-Szentágota szakaszt a közlekedés leállítása után elbontották. A Nagyszeben–Hortobágyfalva–Szentágota és Hortobágyfalva–Vurpód szakaszok továbbra is fennmaradtak, a 2010-ben átadott Nagyszeben körüli elkerülő út építése során azonban egy hídpillért állítottak fel a vasút nyomvonalán, így a vágány itt megszakadt.

### Megnyitás és bezárás dátuma
| Szakasz                                                                                            | Hivatalos megnyités | Teherforgalom megindítása | Személyforgalom megindítása | Leállítás     | Bontás           | Szakasz hossza (km) |
| -------------------------------------------------------------------------------------------------- | ------------------- | ------------------------- | --------------------------- | ------------- | ---------------- | ------------------- |
| Segesvár–Apold Sighișoara–Apold                                                                    | 1898. 11. 16.       | 1898. 05. 28.             | 1898. 11. 17.               | 1965. június  | később           | 17                  |
| Apold–Szentágota–Szentágota piactér Apold–Agnita–Agnita Tîrg                                       | 1898. 11. 16.       | 1898. 07. 27.             | 1898. 11. 17.               | 1965. június  | később           | 31                  |
| Szentágota piactér–Hortobágyfalva–Nagyszeben Agnita Tîrg–Cornățel–Sibiu                            | 1910. 09. 26.       | 1910. 09. 27.             | 1910. 09. 27.               | 1993. május   | nem bontották el | 61                  |
| Hortobágyfalva–Vurpód Cornățel–Vurpăr                                                              | 1910. 09. 26.       | 1910. 09. 27.             | 1910. 09. 27.               | 1993. május   | nem bontották el | 13                  |
| Szentágota (régi vasútállomás)–Szentágota (új vasútállomás) Agnita (gară veche)–Agnita (gară nouă) | 1910. 09. 26.       | 1910. 09. 27.             | 1910. 09. 27.               | 1969. 04. 10. | 1969 tavasz      | 4                   |
| Nagyszeben–Szentágota Sibiu–Agnita                                                                 | 1910. 09. 26.       | 1910. 09. 27.             | 1910. 09. 27.               | 2001. 09. 04. | nem bontották el | 58                  |

## Mozdonyok

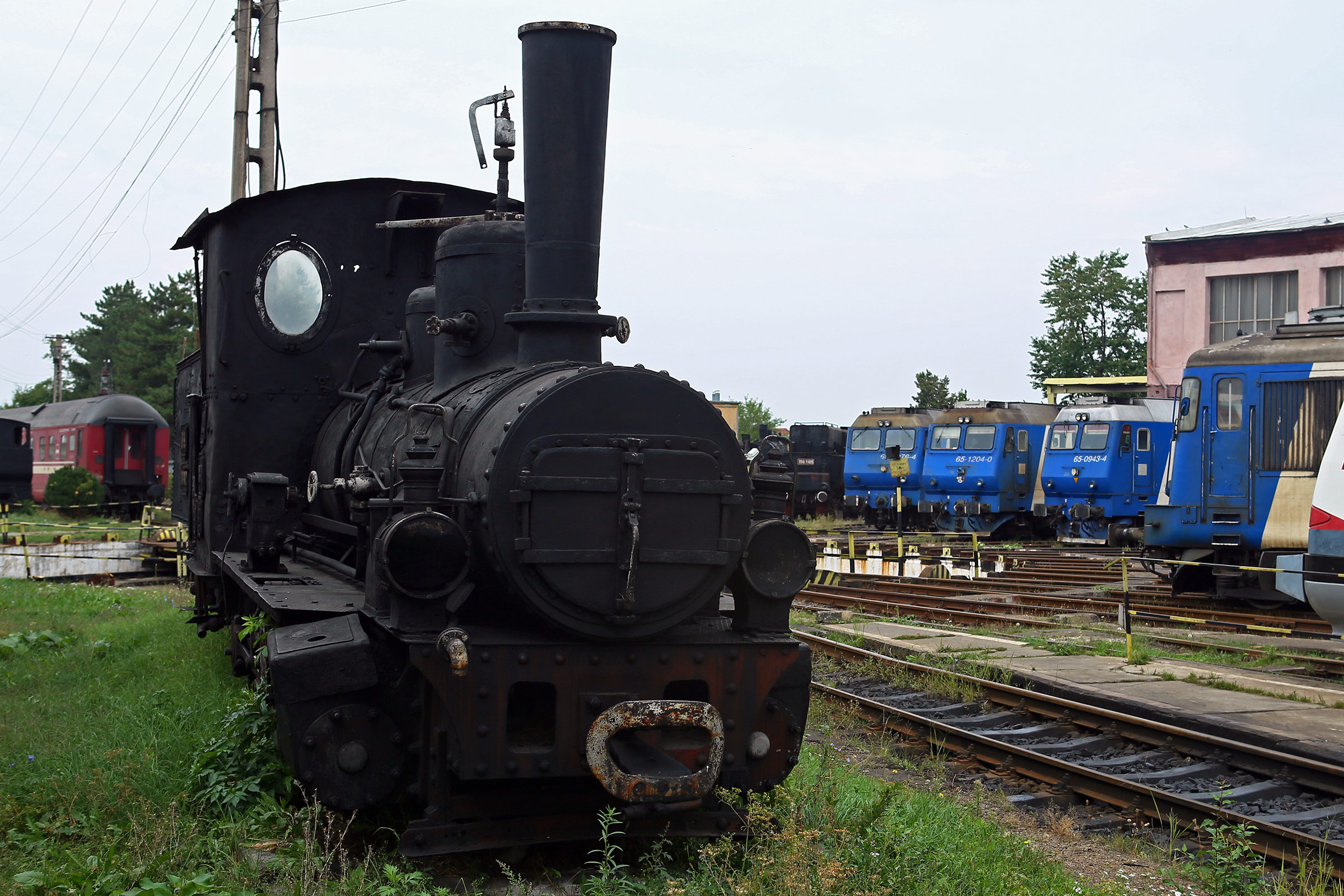
A 388 002-es gőzmozdony

Kezdetben gőzmozdonyok (többek között a MÁV 388 és MÁV 389 sorozatból) szolgálták az utas- és teherforgalmat. Utódaik az 1960-as és 1970-es években modernebb dízelmozdonyok voltak (Mk45, utóbb a C. F. R. 87-es sorozata). A gőzmozdonyokat csak télen vetették be, hogy a személykocsikat fűtsék, illetve különjáratokhoz vették igénybe. Az első sorozatból egyedüliként megmaradt C.F.R. 388 002-es gőzmozdony előbb a segesvári gőzfürdő előtt volt kiállítva, majd a nagyszebeni gőzmozdonymúzeumba került. A segesvári vasútállomáson a C.F.R. 764 158-as gőzmozdony emlékeztet a kisvasútra.

## Újraindítás

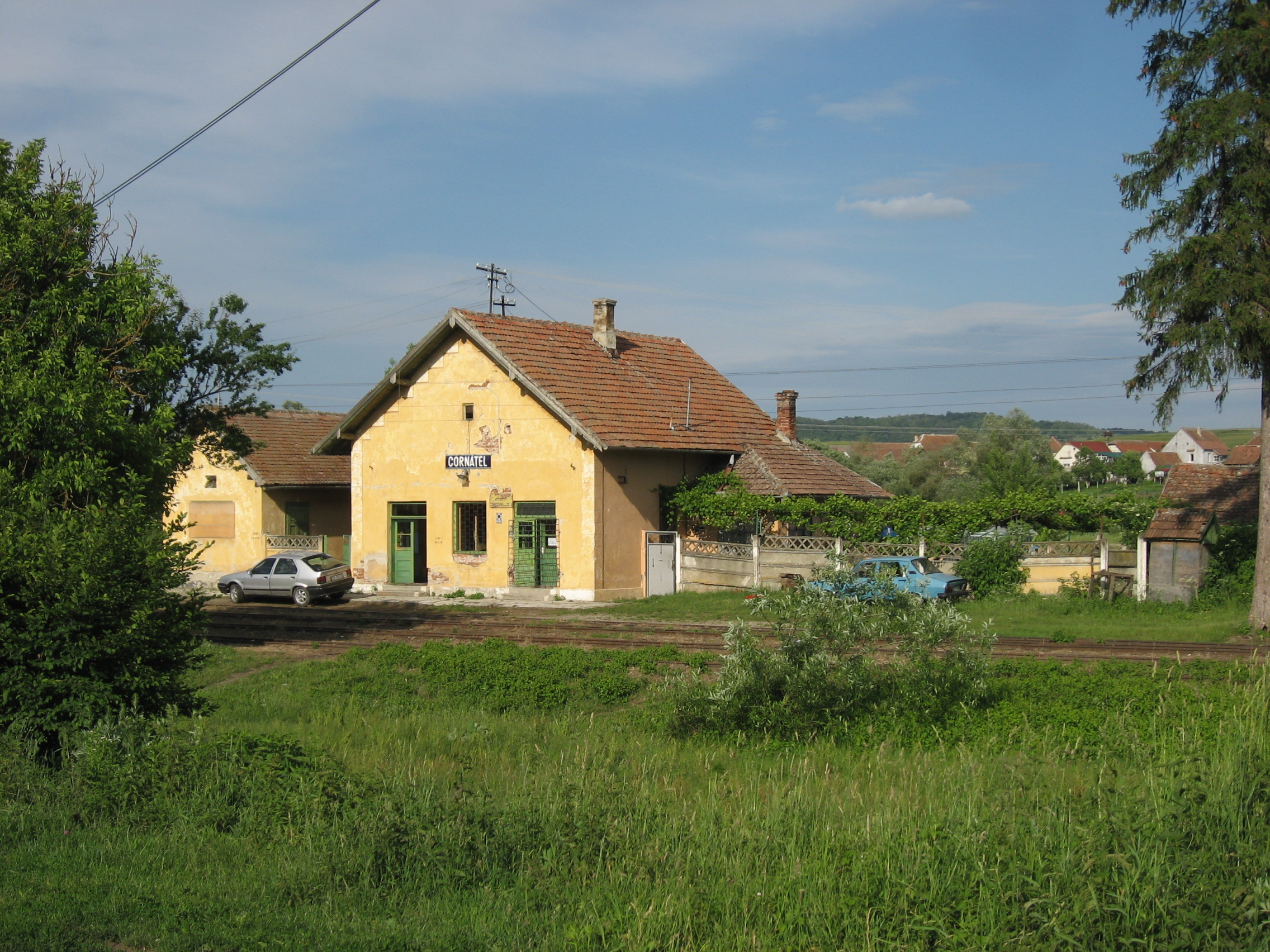
Hortobágyfalva vasútállomás, 2009. június

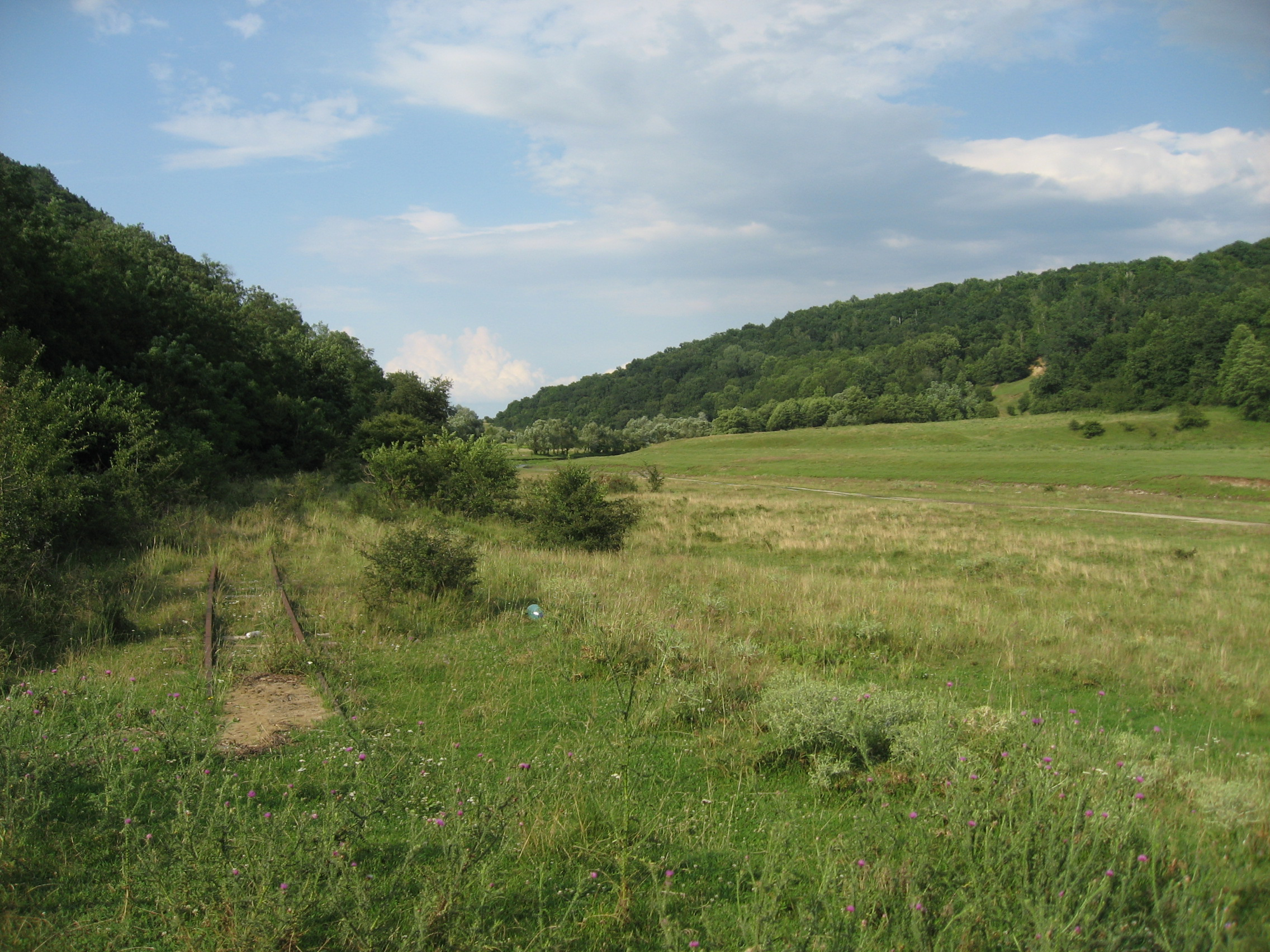
Elhanyagolt pálya Móh és Hermány között, 2011. július

2001 óta, amikor az utolsó szakaszt is üzemen kívül helyezték, léteznek törekvések, hogy a kisvasutat turisztikai céllal újra használatba vegyék. Szóba jött a Segesvár felé vezető szakasz újjáépítése is.
A vasúti pályát a C. F. R. leányvállalata, az S.A.A.F. kezeli, a járműveket pedig a C. F. R. turizmusra szakosodott leányvállalata, az S.F.T. A Szeben megyei tanács, az SFT és a Sibiu 2007 egyesület közösen indított egy projektet a kisvasút újjáindítására abból az alkalomból, hogy 2007-ben Nagyszeben lett Európa kulturális fővárosa. 2006. február–márciusban egy kolozsvári mérnöki iroda megvalósíthatósági tanulmányt készített a Mihai Eminescu Trust megbízásából.
Miután több helyről kérték a vasútvonal műemlékké nyilvánítását, 2007. június 7-én a Szeben megyei műemlékbizottság ezt végül engedélyezte. A műemlékké nyilvánítás a hivatalos közlönyben (Monitorul Oficial) 2008. január 14-én jelent meg. Ezzel a vasútvonal B-kategóriájú (azaz helyi jelentőségű) műemlék lett.
2008. januárban megalakult egy településközi együttműködés a vonal menti települések részvételével, amelyben kezdetben Szentágota város, Alcina község, Újegyház község és Veresmart község vettek részt. 2008. áprilisban kötöttek az SAAF-val egy több éves koncessziós megállapodást annak érdekében, hogy a vonalat üzemképes állapotba hozzák. Az egyesület szószólója Lucian Dumitra nagyszebeni vállalkozó volt.
2008. augusztusban a Nagyszebenben megmaradt járművel többségét leselejtezték. Az akciót sikerült leállítani a történelmi értékű gőzmozdonyok szétrombolása előtt. Egyes járműveket később a szovátai kisvasúthoz (az egykori Marosvásárhely–Parajd-vasútvonal fennmaradt és nosztalgiavasútként használt szakasza) vittek át, többek között a 764 052-es gőzmozdonyt.
A környéken ezen kívül négy személykocsit lehetett szerezni, ezeket először Szentágotán helyezték el. Egyet ezek közül az Asociația Prietenii Mocăniței egyesület a következő években vett kezelésbe, de 2015. szeptemberben még nem volt üzemképes. A négy kocsi közül kettőt EU-forrásokból terveznek felújítani.
Az Asociația Prietenii Mocăniței egyesület a vonal felújításával is foglalkozik, és egyes szakaszokon már különjáratokat tudtak indítani, az üzemelést azonban 2018 óta admisztratív okok miatt fel kellett függeszteni. 2020-ban a formális akadályok az egyesület és a közigazgatás között végre elhárultak, és az üzemelés újraindult.
Az újraindítási projektet külföldről, többek között Svájcból is támogatják. Az Ostgleis egyesület a Waldenburgerbahntól származó kocsikat bocsátott az Asociația Prietenii Mocăniței rendelkezésére a rendszeres közlekedéshez. Az első három kocsi 2019. májusban érkezett meg Holcmányba.

## Fordítás
- Ez a szócikk részben vagy egészben  a   Harbachtalbahn című német Wikipédia-szócikk ezen változatának fordításán alapul.  Az eredeti cikk szerkesztőit annak laptörténete sorolja fel. Ez a jelzés csupán a megfogalmazás eredetét és a szerzői jogokat jelzi, nem szolgál a cikkben szereplő információk forrásmegjelöléseként.
- Ez a szócikk részben vagy egészben  a   Calea ferată îngustă Sibiu–Agnita(–Sighişoara) című román Wikipédia-szócikk ezen változatának fordításán alapul.  Az eredeti cikk szerkesztőit annak laptörténete sorolja fel. Ez a jelzés csupán a megfogalmazás eredetét és a szerzői jogokat jelzi, nem szolgál a cikkben szereplő információk forrásmegjelöléseként.